# Melinda Kinnaman
Melinda Rosalie Kinnaman (Stoccolma, 9 novembre 1971) è un'attrice svedese naturalizzata statunitense.

## Filmografia parziale

### Cinema
- La mia vita a quattro zampe (My Life as a Dog), regia di Lasse Hallström (1985)
- Ormens väg på hälleberget, regia di Bo Widerberg (1986)
- Vargens tid, regia di Hans Alfredson (1988)
- Il figlio della domenica (Söndagsbarn), regia di Daniel Bergman (1992)
- Ellinors bröllop, regia di Henry Meyer (1996)
- Slutspel, regia di Stephan Apelgren (1997)
- Hus i helvete, regia di Susan Taslimi (2002)
- De forbandede år, regia di Anders Refn (2020)
- Sull'isola di Bergman (Bergman Island), regia di Mia Hansen-Løve (2021)

### Televisione
- Vildanden - miniserie TV (1989)
- Radioskugga - 3 episodi (1995-1997)
- Maria, madre di Gesù (Mary, Mother of Jesus) - film TV (1999)
- Ørnen: En krimi-odyssé - 8 episodi (2004-2006)
- Häxdansen - 6 episodi (2008)
- The Bridge - La serie originale (Bron/Broen) - 4 episodi (2015)
- Modus - 16 episodi (2015-2017)
- Den inre cirkeln - 8 episodi (2019)
- I Cavalieri della Notte (Nattryttarna) - 8 episodi (2022)